# Lázaro Martínez (Dreispringer)
Lázaro Martínez Santrayll (* 3. November 1997 in Guantánamo) ist ein kubanischer Leichtathlet, der sich auf den Dreisprung spezialisiert hat. 2022 gewann er die Goldmedaille bei den Hallenweltmeisterschaften in Belgrad. 2023 gewann er die Silbermedaille bei den Weltmeisterschaften in Budapest.

## Leben
Lázaro Martínez wurde als Sohn der ehemaligen 400-Meter-Läuferin Isabel Contreras in Guantánamo geboren. In seiner Jugend war er in den Sportarten Judo und Basketball erfolgreich, bevor er zur Leichtathletik wechselte und sich auf die Sprungdisziplinen fokussierte. Parallel zu seiner Laufbahn als Sportler absolvierte er die Ausbildung zum Sportlehrer.

## Sportliche Laufbahn
Lázaro Martínez ist der Sohn der ehemaligen 400-Meter-Läuferin Isabel Contreras. Bis zum Alter von 10 Jahren betrieb er Basketball und Judo, bevor er mit der Leichtathletik anfing. Mit 15 Jahren gehörte er bereits zu den weltweit besten Athleten in seiner Altersklasse. Er qualifizierte sich für die U18-Weltmeisterschaften in Donezk. Im Finale sprang er mit seinem vierten Versuch 16,63 m, mit denen er den Jugendweltrekord seines Landsmannes Héctor Dairo Fuentes einstellte. Mit dieser Weite gewann er auch den Weltmeistertitel. Im August gewann er schließlich auch Gold bei den U18-Panamerikameisterschaften in Medellín.
Im Frühjahr 2014 übersprang er erstmals die 17-Meter-Marke und bestätigte diese anschließend, sodass er als einer der Topfavoriten zu den U20-Weltmeisterschaften nach Eugene, in Oregon, reiste. Seine 17,24 m aus dem Februar bedeuteten damals einen neuen Jugendweltrekord, der im Juni 2018 von Martínez’ Landsmann Jordan A. Díaz mit 17,40 m gebrochen wurde. In Eugene gewann Martínez mit einer Weite von 17,13 m die Goldmedaille. Im November trat er dann bei den Zentralamerika- und Karibikspielen in Xalapa erstmals bei einer internationalen Meisterschaft bei den Erwachsenen an. Dort gewann er im Finale mit 16,91 m die Silbermedaille. 2015 gewann er bei den U20-Panamerikameisterschaften im kanadischen Edmonton ebenfalls die Silbermedaille.
2016 verteidigte er in 17,06 m seinen Weltmeistertitel bei den U20-Weltmeisterschaften in Bydgoszcz. Anschließend qualifizierte er sich auch für die Olympischen Spiele in Rio de Janeiro. mit 16,61 m gelang ihm die Qualifikation für das Finale, in dem er nicht über die 17 Meter hinauskam und am Ende in 16,68 m den achten Platz belegte. Auch in der nächsten Saison sprang er nur selten über die 17-Meter-Marke, wenngleich die Qualifikation für die Weltmeisterschaften in London gelang. Dort scheiterte er allerdings in der Qualifikation und belegte am Ende den 12. Platz.
Nach den Weltmeisterschaften zog er sich eine Verletzung des Schienbeines zu, das beinahe gebrochen wäre. In der Folge konnte über mehrere Jahre hinweg nur wenige Wettkämpfe bestreiten und stand kurz vor der Beendigung seiner Sportlerlaufbahn. In der Zwischenzeit wechselte er seinen Trainer, der nun der ehemalige kubanische Dreisprungweltmeister von 1997, Yoelbi Quesada, ist. Er war es der den Glauben an das Können Martínez hatte, während andere Personen sich von ihm abwendete. 2022 meldete er sich schließlich in der Weltspitze zurück. Im Frühjahr des Jahres bestritt er seine ersten Wettkämpfe überhaupt in der Halle und reiste im März als Führender der Weltjahresbestenliste zu den Hallenweltmeisterschaften nach Belgrad. Auch wenn er nicht als Topfavorit galt, verbesserte er direkt im ersten Versuch seine Weltjahresbestenweite auf 17,64 m. In der Folge kam keiner der Konkurrenten über diese Weite hinaus und Martínez sicherte sich den Hallenweltmeistertitel, den größten Erfolg seiner sportlichen Laufbahn. Später im Sommer trat er zudem bei den Weltmeisterschaften in Eugene an. Als Dritter seiner Qualigruppe konnte er in das Finale der 12 Besten einziehen. Darin brachte er allerdings anschließend keinen gültigen Versuch zu Stand und wurde Letzter.
2023 trat Martínez Anfang Juli bei den Zentralamerika- und Karibikspielen auf El Salvador an und setzte sich mit neuer Bestweite von 17,51 m gegen die Konkurrenz durch. Nach Silber 2014 bedeutete dies seine zweite Medaille bei diesen Spielen. Einen Monat später trat er auch bei den Weltmeisterschaften in Budapest an. Mit 17,40 m gewann er im Finale die Silbermedaille hinter Hugues Fabrice Zango und vor seinem Landsmann Cristian Nápoles. 2024 trat er bei den Olympischen Sommerspielen in Paris an. Dort erreichte er das Finale der 12 besten Springer, kam mit seiner Bestweite von 17,34 m in einem starken Finale allerdings nicht über Platz 8 hinaus.

## Wichtige Wettbewerbe
| Jahr             | Veranstaltung                     | Ort              | Platz            | Disziplin        | Weite            |
| Startet für Kuba | Startet für Kuba                  | Startet für Kuba | Startet für Kuba | Startet für Kuba | Startet für Kuba |
| ---------------- | --------------------------------- | ---------------- | ---------------- | ---------------- | ---------------- |
| 2013             | U18-Weltmeisterschaften           | Donezk           | 1.               | Dreisprung       | 16,63 m          |
| 2013             | U18-Panamerikameisterschaften     | Medellín         | 1.               | Dreisprung       | 16,49 m          |
| 2014             | U20-Weltmeisterschaften           | Eugene           | 1.               | Dreisprung       | 17,13 m          |
| 2014             | Zentralamerika- und Karibikspiele | Xalapa           | 2.               | Dreisprung       | 16,91 m          |
| 2015             | U20-Panamerikameisterschaften     | Edmonton         | 2.               | Dreisprung       | 16,52 m          |
| 2016             | U20-Weltmeisterschaften           | Bydgoszcz        | 1.               | Dreisprung       | 17,06 m          |
| 2016             | Olympische Spiele                 | Rio de Janeiro   | 8.               | Dreisprung       | 16,68 m          |
| 2017             | Weltmeisterschaften               | London           | 12.              | Dreisprung       | 16,25 m          |
| 2022             | Hallenweltmeisterschaften         | Belgrad          | 1.               | Dreisprung       | 17,64 m          |
| 2022             | Weltmeisterschaften               | Eugene           | 12.              | Dreisprung       | o.g.V. (Finale)  |
| 2023             | Zentralamerika- und Karibikspiele | San Salvador     | 1.               | Dreisprung       | 17,51 m          |
| 2023             | Weltmeisterschaften               | Budapest         | 2.               | Dreisprung       | 17,41 m          |
| 2024             | Olympische Spiele                 | Paris            | 8.               | Dreisprung       | 17,34 m          |

## Persönliche Bestleistungen
Freiluft
- Dreisprung: 17,51 m, 7. Juli 2023, San Salvador
- Weitsprung: 7,19 m, 14. Februar 2014, Havanna

Halle
- Dreisprung: 17,64 m, 18. März 2022, Belgrad